# Новий Шлях (Баштанський район)
Но́вий Шлях —  село в Україні, у Горохівській сільській громаді Баштанського району Миколаївської області. Населення становить 389 осіб.

## Населення

### Мова
Розподіл населення за рідною мовою за даними перепису 2001 року:
| Мова       | Кількість | Відсоток |
| ---------- | --------- | -------- |
| українська | 381       | 97.94%   |
| російська  | 7         | 1.80%    |
| білоруська | 1         | 0.26%    |
| Усього     | 389       | 100%     |